# Kratié (cidade)
Kratié ( Língua khmer: ក្រចេះ) é uma cidade no nordeste do Camboja, sendo capital da província de Kratié. De acordo com o Censo de 2008, a população da cidade é estimada em 35 964 habitantes.
A cidade fica às margens do rio Mekong. Tem um mercado central, rodeada por antigos edifícios coloniais franceses. Ao longo do rio mekong, árvores de flores crescem em fileiras ao longo da margem do rio. A pitoresca cidade contém grandes ilhas com praias de areia branca. O trecho do rio ao norte da cidade é o lar de um grupo de golfinhos. Os golfinhos são a principal atração turística da cidade.

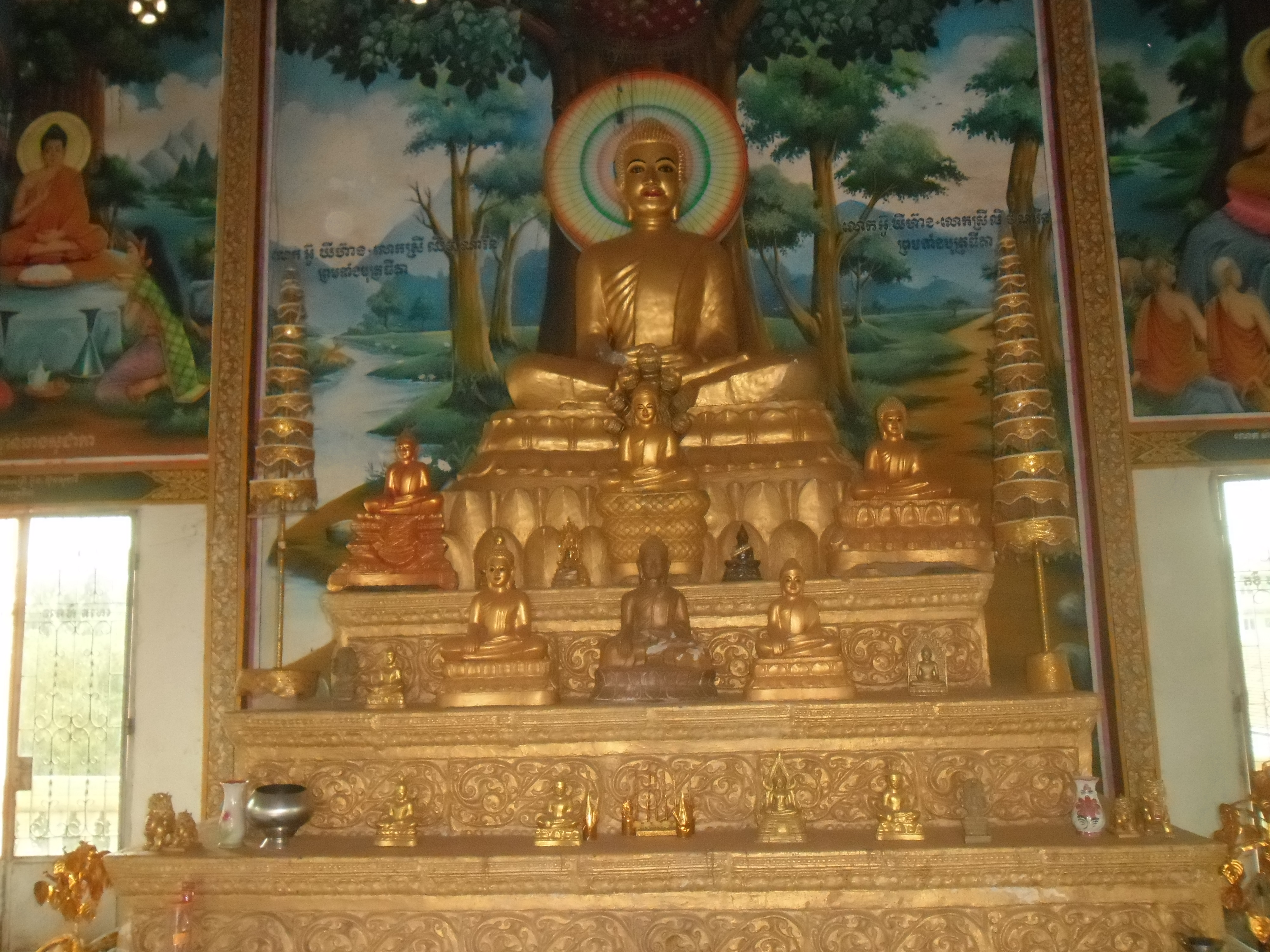
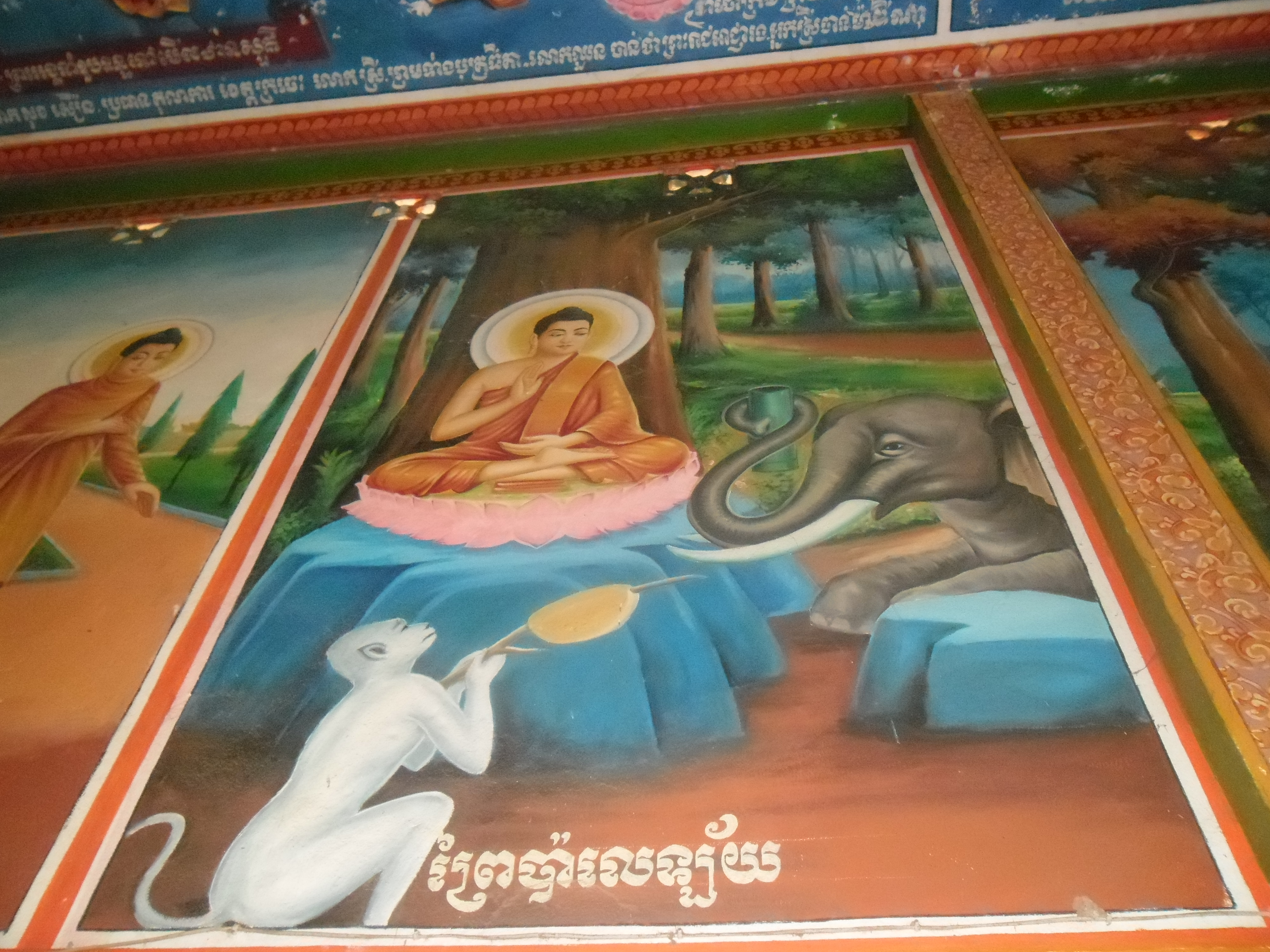
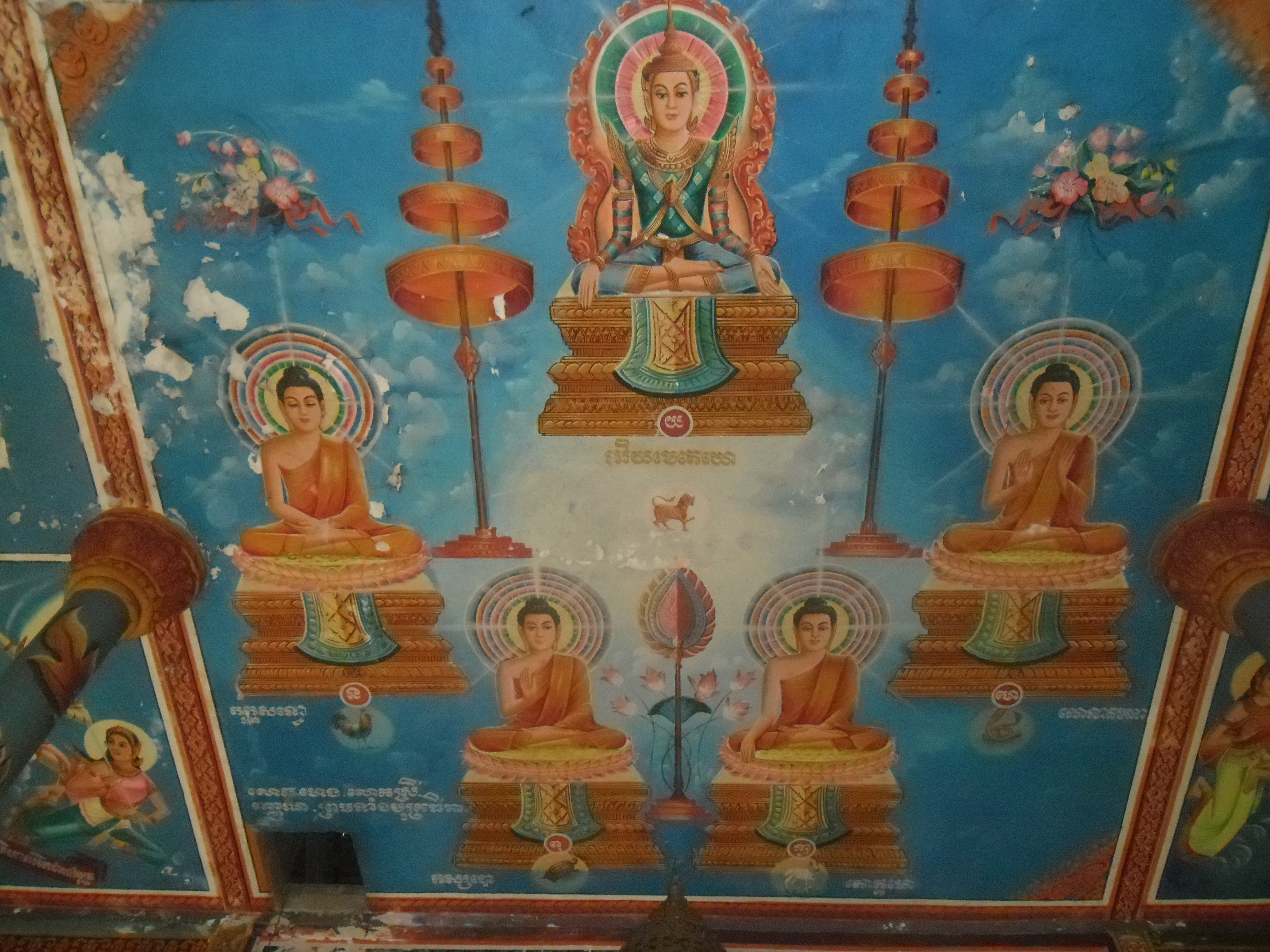
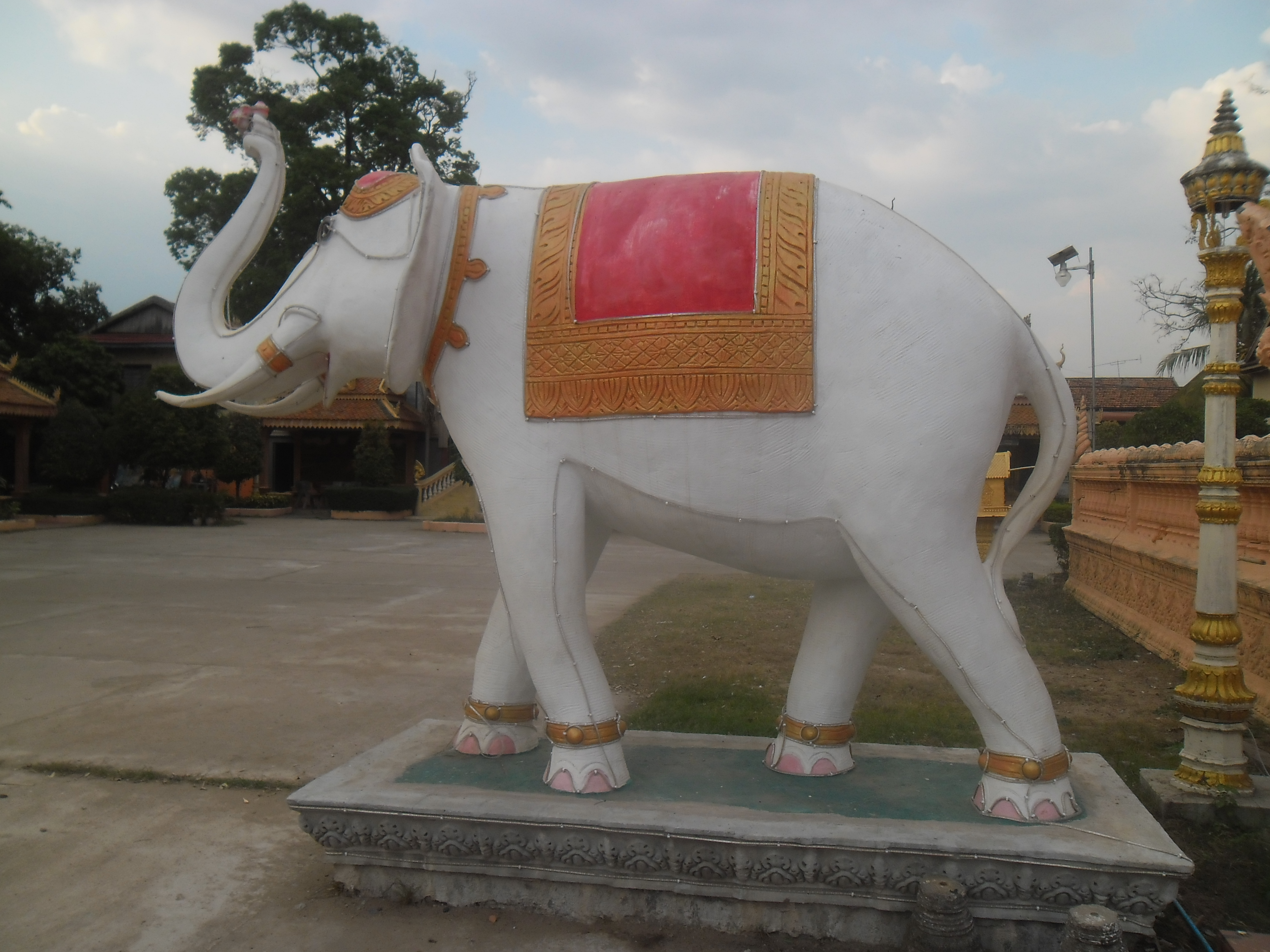
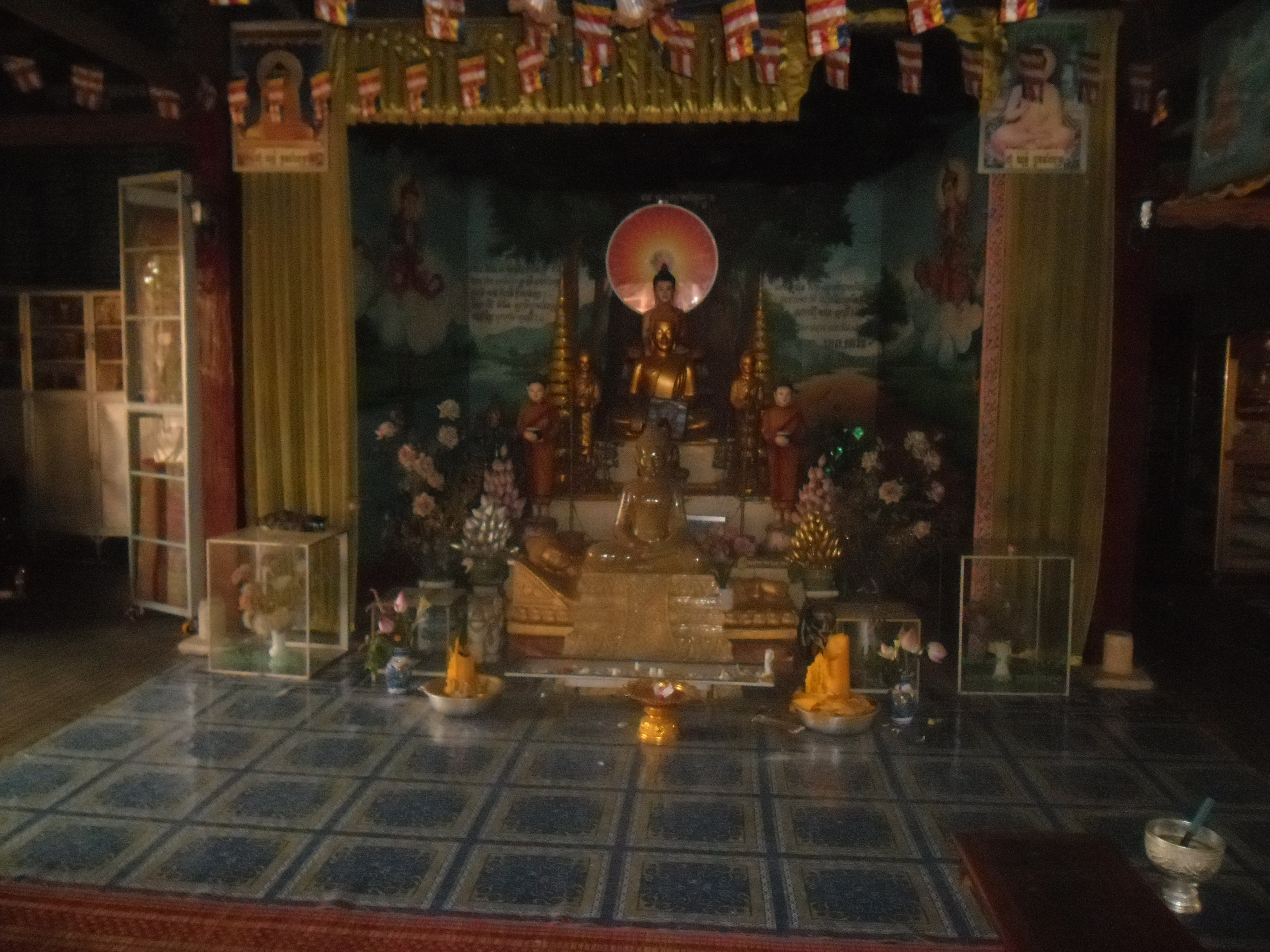
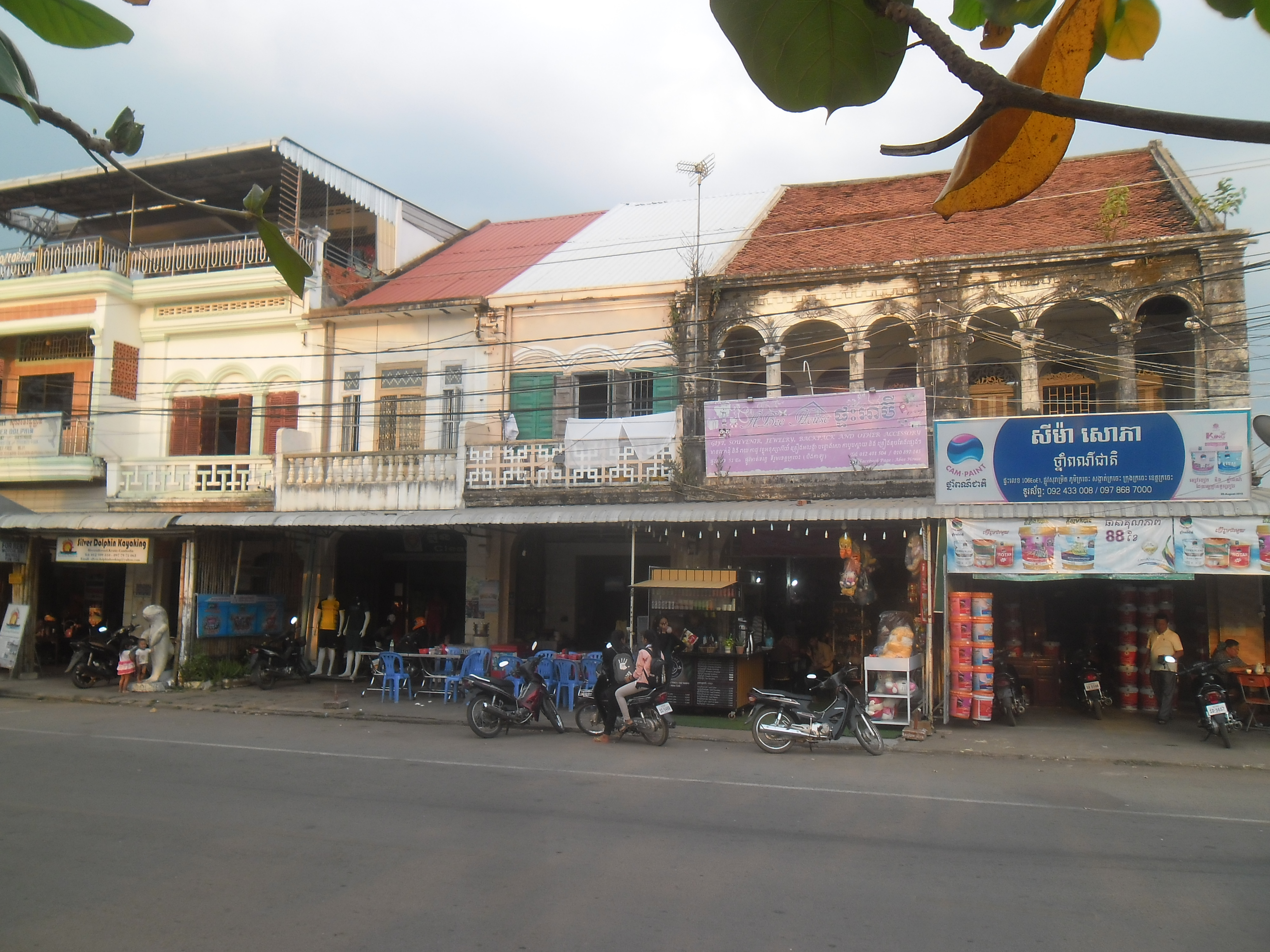
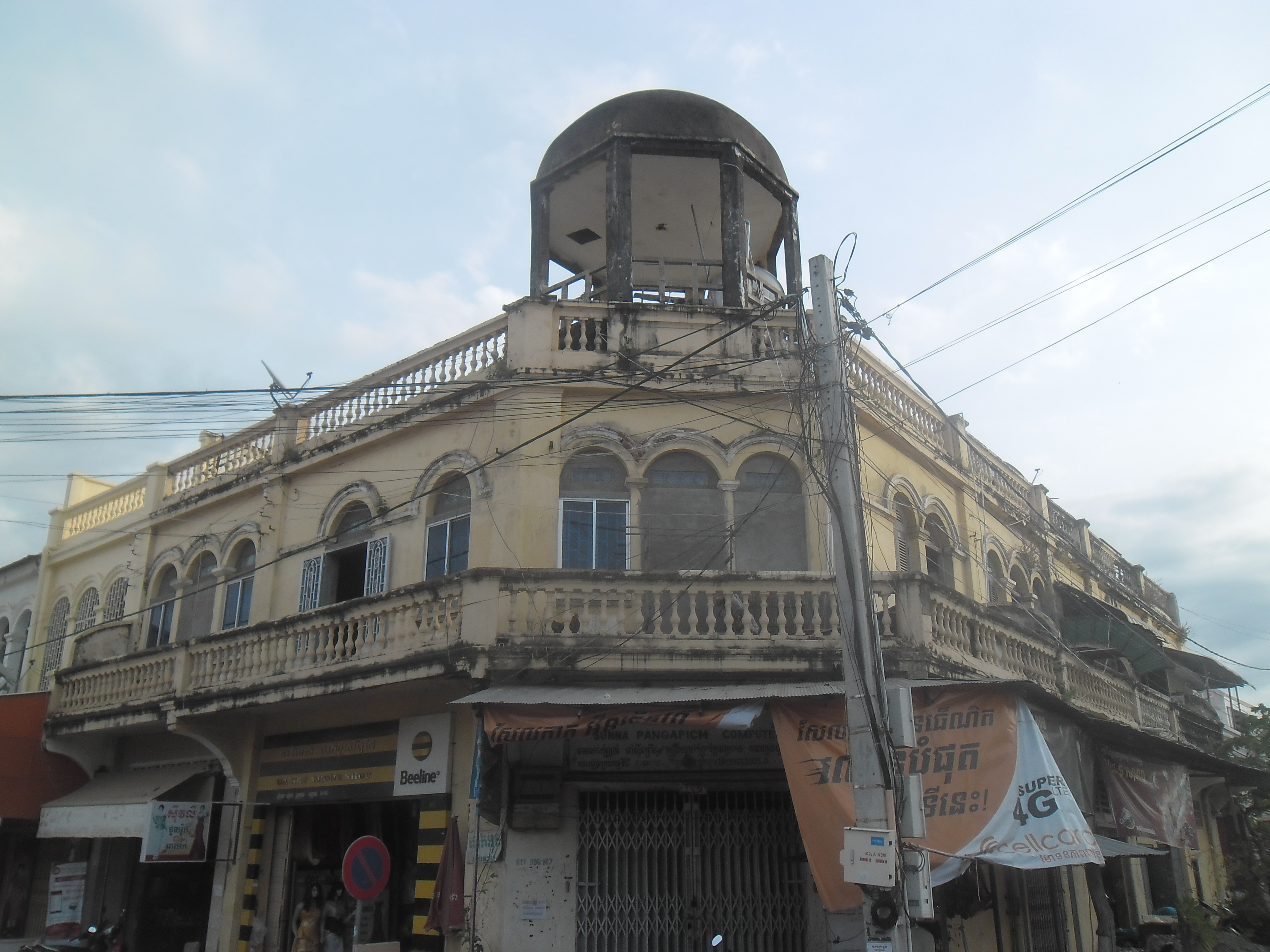
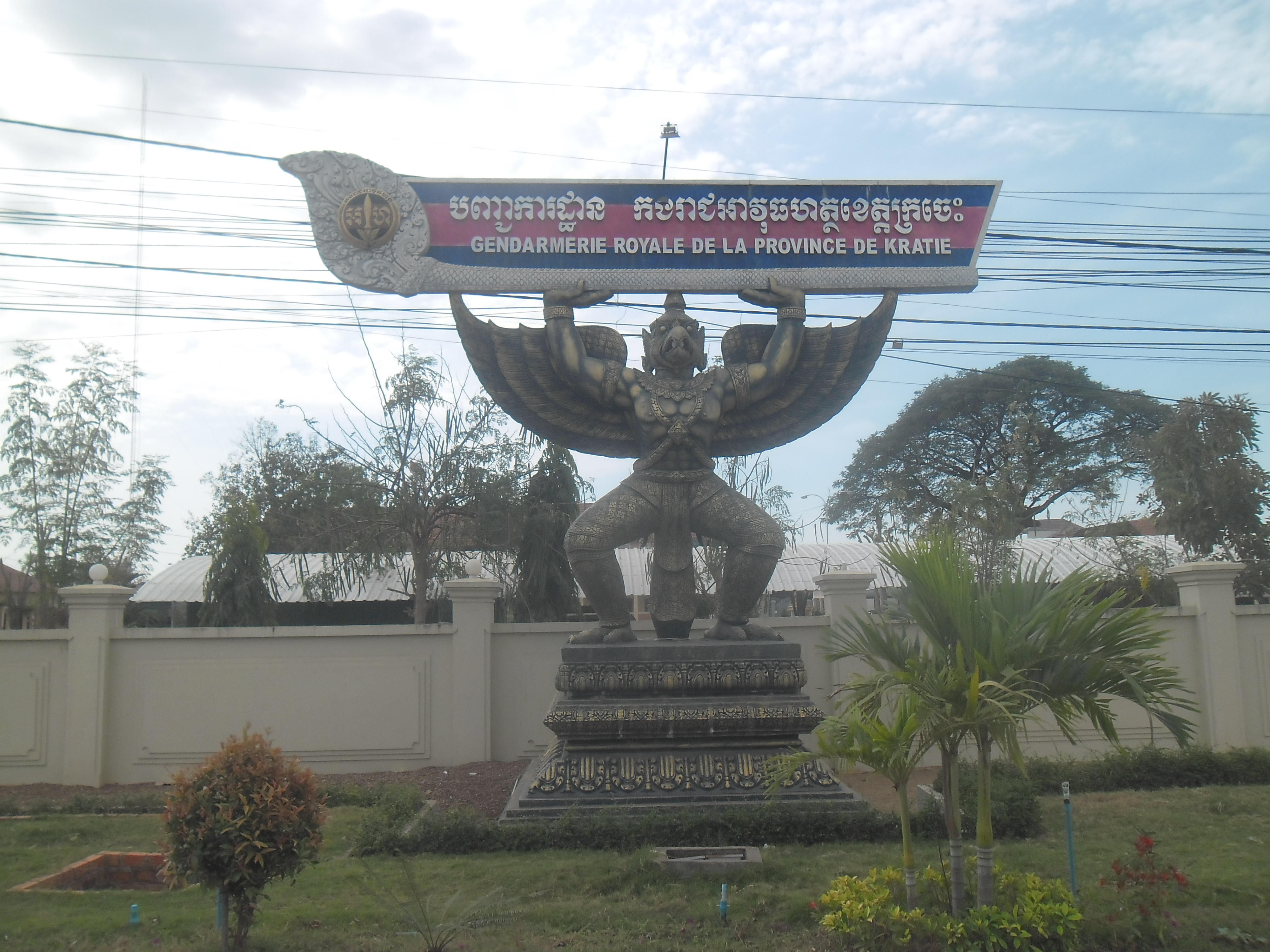
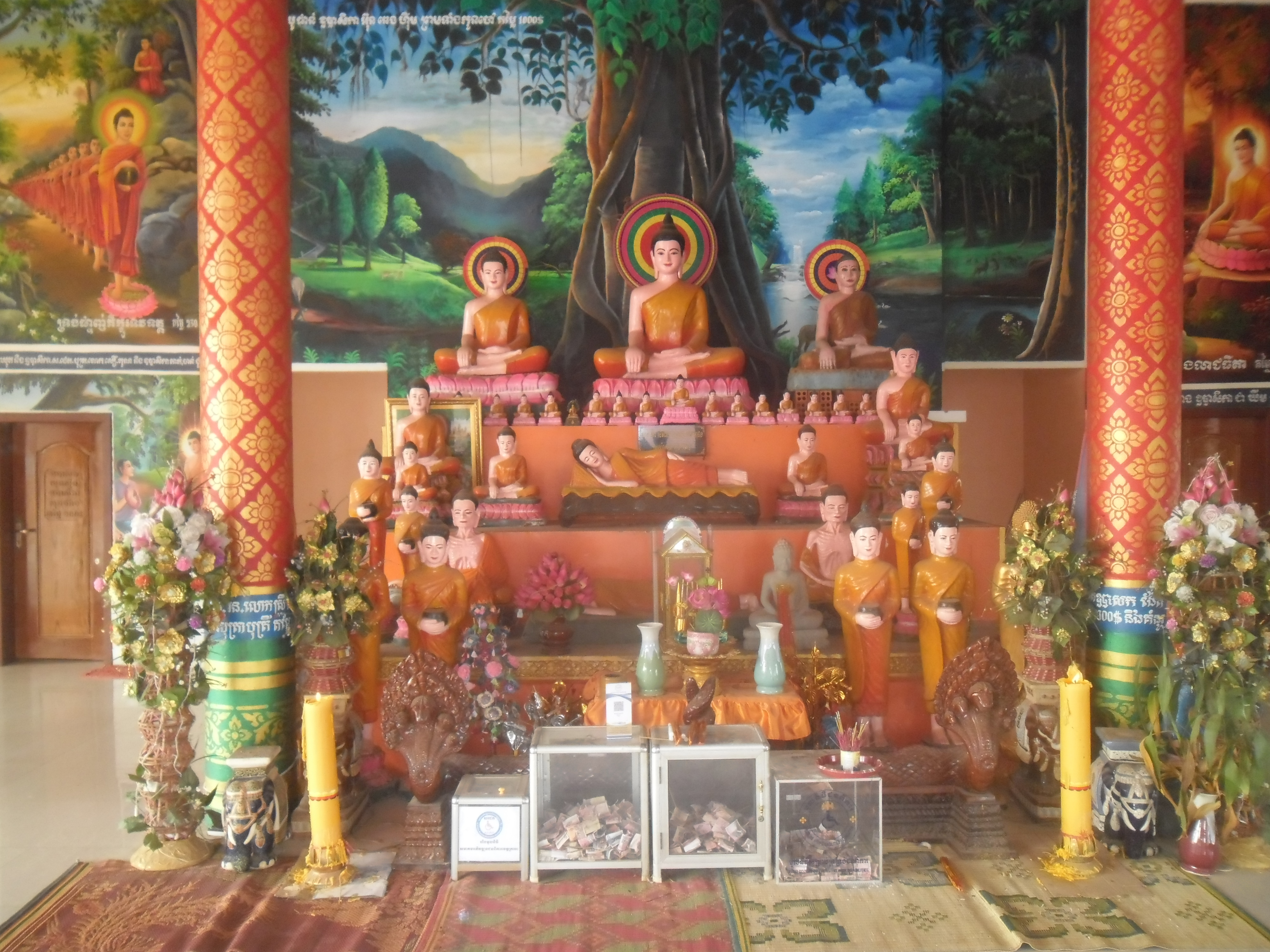
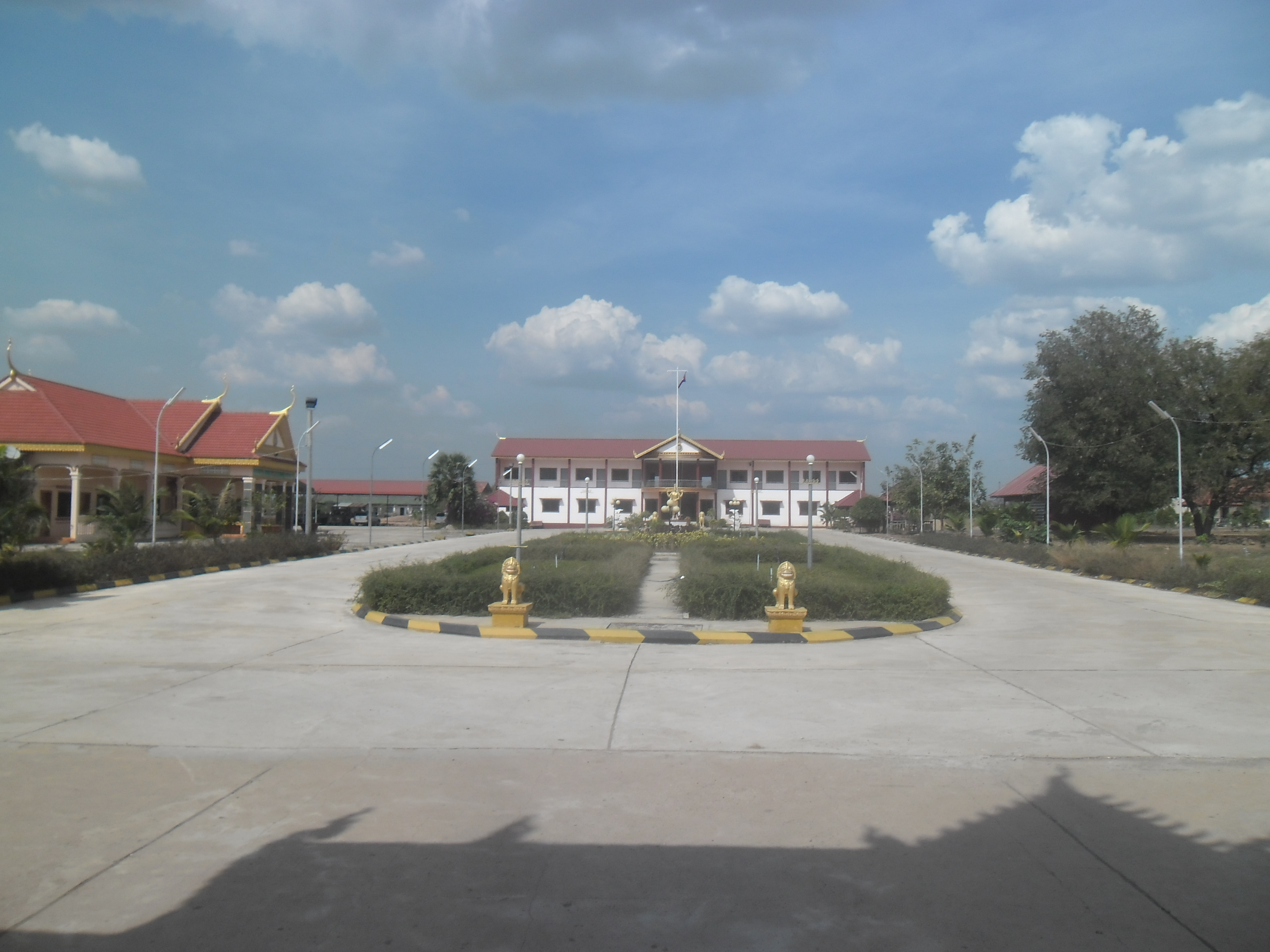